# Gesundbrunnen
Gesundbrunnen är en stadsdel i Berlins stadsdelsområde Mitte. Före 2001 låg stadsdelen i östra delen av dåvarande stadsdelsområdet Wedding. 1949-1990 tillhörde Gesundbrunnen Västberlin.
Bahnhof Berlin Gesundbrunnen är en viktig knutpunkt för lokaltrafiken. I Gesundbrunnen finns även ett stort köpcentrum. Tidigare spelade här Hertha BSC Berlin på sin legendariska stadion "Plumpe" (Stadion am Gesundbrunnen, rivet 1974). Smeknamnet "Plumpe" (vattenpump) kan också syfta på stadsdelen.

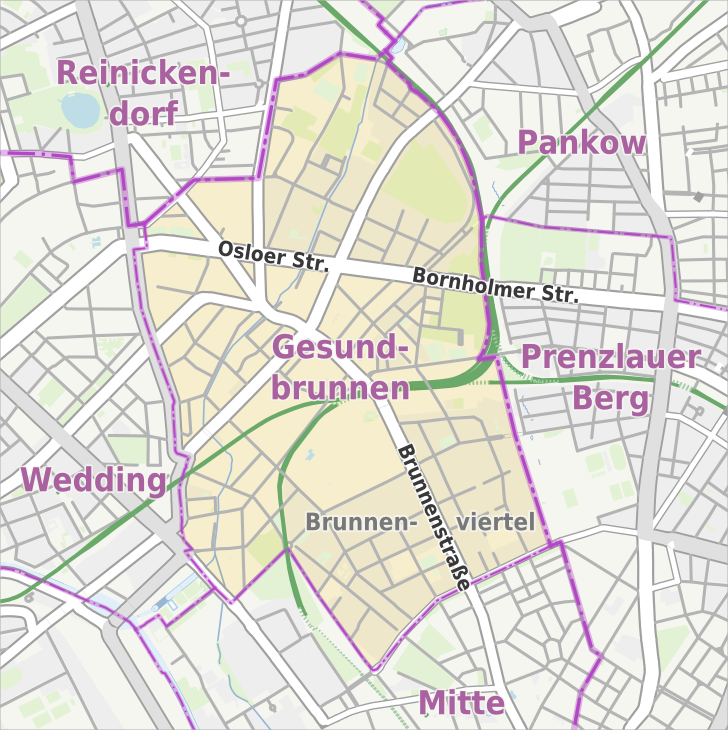
Karta över stadsdelen.